# القمة العربية 2025
القمة العربية 2025 أو القمة العربية الرابعة والثلاثون أو قمة بغداد هي الاجتماع الرابع والثلاثون لمجلس جامعة الدول العربية والتي عقدت يوم السبت 17 أيار (مايو) 2025 في مدينة بغداد عاصمة جمهورية العراق وتولى رئيس الجمهورية عبد اللطيف رشيد رئاسة القمة في القصر الحكومي في بغداد تحت شعار «حوار وتضامن وتنمية».

## القادة المشاركون
| الدولة              | رئيس الوفد                     | الصورة | المنصب                                                             |
| ------------------- | ------------------------------ | ------ | ------------------------------------------------------------------ |
| العراق              | الرئيس عبد اللطيف رشيد         |        | رئيس جمهورية العراق                                                |
| العراق              | دولة الرئيس محمد شياع السوداني |        | رئيس مجلس وزراء جمهورية العراق                                     |
| قطر                 | الأمير تميم بن حمد آل ثاني     |        | أمير دولة قطر                                                      |
| مصر                 | الرئيس عبد الفتاح السيسي       |        | رئيس جمهورية مصر العربية                                           |
| الأردن              | جعفر حسان                      |        | رئيس وزراء المملكة الأردنية الهاشمية                               |
| فلسطين              | الرئيس محمود عباس              |        | رئيس دولة فلسطين                                                   |
| عمان                | السيد شهاب بن طارق آل سعيد     |        | نائب رئيس مجلس الوزراء لشؤون العلاقات والتعاون الدولي لسلطنة عمان  |
| لبنان               | نواف سلام                      |        | رئيس وزراء الجمهورية اللبنانية                                     |
| اليمن               | الرئيس رشاد العليمي            |        | رئيس مجلس القيادة الرئاسي للجمهورية اليمنية                        |
| البحرين             | عبد اللطيف الزياني             |        | وزير خارجية مملكة البحرين                                          |
| السعودية            | عادل الجبير                    |        | وزير الدولة لشؤون خارجية المملكة العربية السعودية                  |
| الكويت              | عبد الله علي اليحيا            |        | وزير خارجية دولة الكويت                                            |
| تونس                | محمد علي النفطي                |        | وزير الشؤون الخارجية والهجرة والتونسيين بالخارج للجمهورية التونسية |
| الإمارات            | الشيخ منصور بن زايد آل نهيان   |        | نائب رئيس الإمارات العربية المتحدة                                 |
| المغرب              | ناصر بوريطة                    |        | وزير الشؤون الخارجية والتعاون الإفريقي والمغاربة للمملكة المغربية  |
| موريتانيا           | الرئيس محمد ولد الغزواني       |        | رئيس الجمهورية الإسلامية الموريتانية                               |
| الجزائر             | أحمد عطاف                      |        | وزير شؤون خارجية الجمهورية الجزائرية الديمقراطية الشعبية           |
| الصومال             | الرئيس حسن شيخ محمود           |        | رئيس جمهورية الصومال الفدرالية                                     |
| سوريا               | أسعد الشيباني                  |        | وزير الخارجية والمغتربين للجمهورية العربية السورية                 |
| السودان             | إبراهيم جابر                   |        | نائب رئيس مجلس سيادة جمهورية السودان                               |
| ليبيا               | عبد المطلب ثابت                |        | مندوب الجامعة العربية                                              |
| جيبوتي              | عبد القادر حسين                |        | وزير خارجية جمهورية جيبوتي                                         |
| جزر القمر           | مباي محمد                      |        | وزير خارجية جمهورية جزر القمر                                      |
| جامعة الدول العربية | أحمد أبو الغيط                 |        | الأمين العام لجامعة الدول العربية                                  |

مصدر

## ضيوف الشرف
- إسبانيا: رئيس وزراء مملكة إسبانيا بيدرو سانشيز.
- الأمم المتحدة: الأمين العام للأمم المتحدة أنطونيو غوتيريش.
- جامعة الدول العربية: الأمين العام لجامعة الدول العربية أحمد أبو الغيط ورئيس البرلمان العربي محمد أحمد اليماحي.
- الاتحاد الأوروبي: المبعوث الخاص للاتحاد الأوروبي لشؤون الخليج لويجي دي مايو.
- مجلس التعاون الخليجي: الأمين العام لمجلس التعاون الخليجي جاسم محمد البديوي.
- الاتحاد الأفريقي: رئيس مفوضية الاتحاد الأفريقي محمود علي يوسف.
- منظمة التعاون الإسلامي: الأمين العام لمنظمة التعاون الإسلامي حسين إبراهيم طه.
- روسيا: مبعوث الرئيس الروسي للشرق الأوسط وشمال افريقيا ميخائيل بوجدانوف.

## المؤتمرات

### اجتماع وزراء الخارجية العرب
عُقد اجتماع وزراء خارجيَّة الدول العربيَّة في 15 أيار (مايو) 2025 يوم الخميس في بغداد برئاسة نائب رئيس الوزراء وزير الخارجيَّة العراقي فؤاد حسين في جلسة تحضيريَّة قُبيل انعقاد القمة العربية الرابعة والثلاثين يوم السبت، وقد شارك في الاجتماع وزراء خارجيَّة ومُمثلون عن الدول الأعضاء في جامعة الدول العربيَّة بالإضافة إلى الأمين العام للجامعة أحمد أبو الغيط. ابتدأ الاجتماع بجلسةٍ افتتاحيَّة تبعتها جلسة مُغلقة للنظر في مشروع جدول أعمال القمة ومشروعات القرارات وإقرارها لرفعها إلى القادة العرب والنظر في اعتمادها. وقد تضمن ذلكم الجدول ثمانية بُنُود رئيسة تشمل مُختلف ملفات العمل العربي المُشترك، وفي مُقدمتها القضية الفلسطينيَّة والأمن القومي العربي ومُكافحة الإرهاب؛ وذلك تمهيدًا لرفع هذه المشروعات إلى القادة ورؤساء الدول والحُكُومات في مجلس جامعة الدول العربيَّة على مُستوى القمة في دورته الرابعة والثلاثين. كما بحث الوزراء في اجتماعهم التشاوري المُغلق المواقف العربيَّة المُشتركة تجاه القضايا الخلافيَّة، والتوافق على صيغ القرارات التي سيتم رفعها إلى الاجتماع الوزاري الرسمي، تمهيدًا لاعتمادها في قمة القادة المُقررة.

## إعلان بغداد
بدعوة كريمة من فخامة رئيس جمهوريَّة العراق الدكتور عبد اللطيف رشيد، ودولة رئيس مجلس الوزراء المُهندس محمد شياع السوداني، عقد أصحاب الجلالة والفخامة والسُمو قادة الدول العربيَّة الدورة العاديَّة الرابعة والثلاثين لمجلس جامعة الدول العربيَّة على مُستوى القمة بتاريخ 19 ذو القعدة 1446هـ المُوافق 17 أيار (مايو) 2025م في بغداد، دار السلام، بجُمهوريَّة العراق، وذلك تأكيدًا على المصير المُشترك والروابط الأخويَّة والتاريخيَّة التي تجمع ما بين الدول العربية كافة. وإيماناً بمبادئ ميثاق جامعة الدول العربية الذي نتوحَّد عليه جميعًا، ووفقًا لمبدأ وحدة المصير، والرغبة الجادَّة في تحقيق السلام والازدهار لأُمتنا العربيَّة، واستجابةً للتحديات التي تواجه الأمة العربيَّة في ظل التحولات الإقليميَّة والدوليَّة الراهنة.
وإيمانًا بأهميَّة العمل العربي المُشترك لتحقيق أمن واستقرار الدول العربيَّة والتعاون والتكامُل في المجالات كافة، وتأكيدًا على أهميَّة التعامُل برؤية استراتيجيَّة مُوحدة لمُواجهة التحديات التي تُواجه منطقتنا؛ وتأكيدًا على أواصر الأخوة والمصير المُشترك بين دُولنا في ضوء الإمكانات الاقتصاديَّة والبشريَّة الكبيرة للأمة، والالتزام بمبادئ حسن الجوار وعدم التدخُل في الشُؤون الداخليَّة، وحل الخلافات سلميًا لتحقيق الاستقرار في منطقتنا، وتعزيزًا للتعاون في المجالات كافةً لبناء مُستقبل آمن ومُزدهر يُحقق أهدافنا وتطلُعاتنا؛ وانطلاقًا من التزامٍ راسخٍ بقيم التسامُح والاحترام المُتبادل بين الأمم والشُعوب، واستنادًا إلى قناعة ثابتة بأهميَّة الحوار والتفاهُم بين الأديان والثقافات والحضارات كجسر للتقارُب الإنساني، وتأكيداً على دعم السلم والأمن الدوليين، وتوطيد أواصر التعاون لما فيه خير البشريَّة وتقدمها وازدهارها. نحن قادة الدول العربيَّة مُجتمعون في إطار مجلس الجامعة العربيَّة على مُستوى القمة:
- نُعرب عن شُكرنا وتقديرنا للجُهُود التي قدَّمتها مملكة البحرين خلال فترة رئاستها للقمة العربيَّة الثالثة والثلاثين وسعيها لتوحيد الجُهُود ودعم العمل العربي المُشترك والحفاظ على مصالح الدول العربيَّة. كما نُعرب عن شُكرنا وتقديرنا للجُهُود التي بذلتها جمهوريَّة مصر العربيَّة في استضافتها للقمة العربيَّة الطارئة التي عُقدت في القاهرة في 4 آذار (مارس) 2025 لبحث تطورات الأوضاع الخطيرة والمصيريَّة في قطاع غزة والأراضي العربيَّة المُحتلة في فلسطين.
- نُؤكد على مركزية القضية الفلسطينية بكونها قضية الأمة وعصب الاستقرار في المنطقة، ودعمنا المطلق لحقوق الشعب الفلسطيني غير القابلة للتصرف، بما فيها حقه في الحرية وتقرير المصير وإقامة دولة فلسطين المستقلة كاملة السيادة، وحق العودة والتعويض للاجئين والمغتربين الفلسطينيين، وندين جميع الإجراءات والممارسات اللاشرعية من قبل إسرائيل، بصفتها القوة القائمة بالاحتلال، والتي تستهدف الشعب الفلسطيني الشقيق وتحرمه من حقه في الحرية والحياة والكرامة الإنسانية التي كفلتها الشرائع السماوية والقوانين الدولية.
- نُطالب بوقف فوري للحرب في غزة ووقف جميع الأعمال العدائية التي تزيد من معاناة المدنيين الأبرياء. ونحث المجتمع الدولي، ولا سيما الدول ذات التأثير، على تحمل مسؤولياتها الأخلاقية والقانونية للضغط من أجل وقف إراقة الدماء، وضمان إدخال المساعدات الإنسانية العاجلة دون عوائق إلى جميع المناطق المحتاجة في غزة.
- دعوة جميع الدول لتقديم الدعم السياسي والمالي والقانوني للخطة العربية الإسلامية المشتركة التي اعتمدتها القمة العربية بتاريخ 4 آذار (مارس) 2025، ووزراء خارجية منظمة التعاون الإسلامي في 7 آذار (مارس) 2025 بجدة، بشأن التعافي وإعادة الإعمار في قطاع غزة، في إطار مسار سياسي يؤدي إلى تجسيد استقلال دولة فلسطين، ويضمن الحق الطبيعي للشعب الفلسطيني في أرضه، ومنع محاولات تهجيره، وتمكينه من ممارسة جميع حقوقه المشروعة، وحث الدول ومؤسسات التمويل الدولية والإقليمية على سرعة تقديم الدعم المالي اللازم لتنفيذ الخطة، والترحيب بالمقترحات والمبادرات التي تقدمت بها الدول العربية لإنشاء صندوق لإعادة إعمار غزة، وفي مقدمتها دعوة رئيس مجلس وزراء جمهورية العراق المهندس محمد شياع السوداني في القمة العربية الطارئة في القاهرة 2023، والقمة العربية الإسلامية في السعودية 2024، لإنشاء صندوق عربي-إسلامي لإعادة إعمار غزة ولبنان.
- نُشدد على أهمية التنسيق المشترك للضغط باتجاه فتح جميع المعابر أمام إدخال المساعدات الإنسانية لجميع الأراضي الفلسطينية، وتمكين وكالات الأمم المتحدة، ولاسيما وكالة الأمم المتحدة لإغاثة وتشغيل اللاجئين (الأونروا) من العمل في الأراضي الفلسطينية، وتوفير الدعم الدولي لها للنهوض بمسؤولياتها واستئناف مهامها.
- نُرحب بتشكيل مجموعة عمل مفتوحة العضوية لمتابعة إنشاء صندوق بالتعاون مع الأمم المتحدة، لرعاية أيتام غزة البالغ عددهم زهاء أربعين ألف طفل، وتقديم العون وتركيب الأطراف الصناعية للآلاف من المصابين، لا سيما الأطفال الذين فقدوا أطرافهم. وفي هذا السياق، نُثمن مبادرة “استعادة الأمل” التي أطلقتها المملكة الأردنية الهاشمية لدعم مبتوري الأطراف في قطاع غزة، وتشجيع الدول والمنظمات على طرح مبادرات لدعم جهود الإغاثة في القطاع الصحي في غزة.
- نُجدد التأكيد على مواقفنا السابقة بالرفض القاطع لأي شكل من أشكال التهجير والنزوح للشعب الفلسطيني من أرضه، وتحت أي مسمى أو ظرف أو مبرر، الأمر الذي يُعد انتهاكًا جسيمًا لمبادئ القانون الدولي والقانون الدولي الإنساني، وجريمة ضد الإنسانية وتطهيرًا عرقيًا، وكذلك إدانة سياسات التجويع والأرض المحروقة الهادفة لإجبار الشعب الفلسطيني على الرحيل من أرضه.
- ندعو كافة الفصائل الفلسطينية الى التوافق على مشروع وطني جامع ورؤية استراتيجية موحدة لتكريس الجهود لتحقيق تطلعات الشعب الفلسطيني لنيل حقوقه المشروعة وإقامة دولته الوطنية المستقلة على ترابه الوطني على أساس حل الدولتين ووفق قرارات الشرعية الدولية والمرجعيات المعتمد، ودعم جهود الحكومة الفلسطينية الشرعية بهذا السياق.
- نرحب بقرار الجمعية العامة للأمم المتحدة في اجتماعها بتاريخ 10 أيار (مايو) 2024 بشأن طلب دولة فلسطين للحصول على عضوية كاملة بالأمم المتحدة بتأييد من 143 دولة، وندعو مجلس الأمن الدولي إلى إعادة النظر في قراره الصادر بهذا الخصوص في جلسته بتاريخ 18 نيسان (نيسان) 2024 ونطلب من المجلس أن يكون منصفاً ومسانداً لحقوق الشعب الفلسطيني في الحياة والحرية والكرامة الإنسانية، والعمل على تنفيذ قراراته ذات الصلة بالقضية الفلسطينية والأراضي العربية المحتلة.
- نطالب المجتمع الدولي بتنفيذ قرارات مجلس الأمن التي صدرت منذ تاريخ العدوان على قطاع غزة في تشرين الاول 2023، بما فيها القرار 2720. وفي هذا السياق، ندعو المجتمع الدولي إلى الوفاء بالتزاماته القانونية كافة، وبشكل فوري، واتخاذ اجراءات حاسمة لإنهاء احتلال اسرائيل للأراضي العربية المحتلة، بما في ذلك الجولان السوري وجنوب لبنان، وتنفيذ قرارات مجلس الأمن ذات صلة.
- نشدد على قدسية مدينة القدس المحتلة ومكانتها عند الأديان السماوية، وندين كل المحاولات الإسرائيلية التي تستهدف تهويد المدينة، وتغيير هويتها العربية الإسلامية والمسيحية، والمساس بالوضع التاريخي والقانوني القائم في مقدساتها. كما نؤكد على ضرورة توفير الحماية للأماكن المقدسة في بيت لحم وعدم المساس بهويتها الثقافية والدينية. ونؤكد دعمنا للوصاية الهاشمية على المقدسات الإسلامية والمسيحية في القدس، التي يتولاها جلالة الملك عبدالله الثاني ابن الحسين، ملك المملكة الأردنية الهاشمية، ودورها في الحفاظ على هويتها العربية، والإسلامية، والمسيحية. كما نؤكد أن المسجد الأقصى الحرم القدسي الشريف المبارك هو مكان عبادة خالص للمسلمين فقط، الذي يُشكل بكامل مساحته البالغة 144 دونماً مكان عبادة خالص للمسلمين. نؤكد دعمنا لدور رئاسة لجنة القدس ووكالة بيت مال القدس برئاسة جلالة الملك محمد السادس ملك المملكة المغربية.
- نُثمن مواقف الدول الأوروبية (إسبانيا والنرويج وآيرلندا) التي اعترفت بدولة فلسطين في أيار 2024 ونحث الدول الأخرى إلى اتباع الخطوة ذاتها، وأن تضع في اعتبارها بأن التاريخ سيسجل المواقف، وأن مبادئ الإنسانية والتشريعات القانونية سيكون لها القول الفصل في ضمان حق الشعب الفلسطيني لكونهم أهل الأرض وأصحاب الحق الأصيل في تقرير مستقبلهم ومصيرهم على أرضهم.
- نُعرب عن دعمنا الكامل وتقديرنا ومساندتنا لموقف دولة جنوب أفريقيا في الدعوى القضائية ضد إسرائيل، القوة القائمة بالاحتلال للأراضي الفلسطينية، أمام محكمة العدل الدولية، بتهمة ارتكاب إبادة جماعية بحق الفلسطينيين في قطاع غزة. ونُشيد بالمواقف المُشرفة لدولة جنوب أفريقيا في دعمها للقضية الفلسطينية ومساندتها لشعبه.
- نؤكد على احترام خيارات الشعب السوري -بكل مكوناته وأطيافه- والحرص على أمن واستقرار الجمهورية العربية السورية، الذي ينعكس على أمن واستقرار المنطقة ، وندعم وحدة الأراضي السورية، ورفض جميع التدخلات في الشأن السوري، وإدانة الاعتداءات الإسرائيلية المستمرة على الاراضي السورية وانتهاك سيادتها ومحاولة تقويض وتدمير مقدراتها الوطنية، وندعو المجتمع الدولي ومجلس الامن الدولي الى ممارسة الضغط لوقف هذه الاعتداءات واحترام سيادة الدول. ونؤكد على ضرورة المضي بعملية سياسية انتقالية شاملة تحفظ التنوع والسلم المجتمعي مع أهمية احترام معتقدات ومقدسات فئات ومكونات الشعب السوري كافة. ونؤكد على ان إعادة بناء سوريا توثر فيها العقوبات الاقتصادية والمالية على جميع الجوانب، والترحيب في هذا الصدد بإعلان رئيس الولايات المتحدة دونالد ترامب بتاريخ 13 أيار (مايو) 2025 رفع العقوبات المفروضة على الجمهورية العربية السورية، وتقديم الشكر الى المملكة العربية السعودية على الجهود المبذولة لدعم الموقف السوري في هذا الشأن، والترحيب كذلك بتخفيف العقوبات الاوربية المفروضة على سوريا، بما يفتح الطريق امام تسريع وتيرة التعافي وإعادة الاعمار، ويسهم في توفير الظروف اللازمة للعودة الطوعية والكريمة والامنة لللاجئين السوريين، وعودة النازحين داخلياً الى مناطقهم الاصلية. وندعو لتبني مؤتمر حوار وطني شامل يضم مكونات الشعب السوري، ونُثمن استعداد دولة الرئاسة لدورة القمة العربية الحالية - جمهورية العراق- لاستضافة المؤتمر وبالتنسيق مع الأمانة العامة لجامعة الدول العربية والدول العربية الشقيقة، في سبيل ضمان تحقيق المصلحة الوطنية السورية ويضمن مشاركةً فعَالةً، ويُعزّز التعايش المجتمعي في الجمهورية العربية السورية.
- تؤكد دعمنا الدائم للجمهورية اللبنانية في مواجهة التحديات والحفاظ على أمنها واستقرارها ووحدة أراضيها، وحماية حدودها المعترف بها دوليا بوجه أي اعتداءات عليها وعلى سيادتها، ونرحب بالانتخابات البلدية، ونشجع جميع الكيانات السياسية على التفاهم والابتعاد عن لغة الاقصاء، وتنفيذ الإصلاحات الاقتصادية الضرورية. ونؤكد على ضرورة تطبيق الترتيبات الخاصة بوقف الاعمال العدائية بجميع بنوده، والالتزام بقرار مجلس الامن رقم 1701 بكامل مندرجاتهِ، وإدانة الخروقات الإسرائيلية لهما، ومطالبة إسرائيل بالانسحاب الكامل والفوري وغير المشروط من لبنان الى الحدود المعترف بها دولياً، وبتسليم الاسرى المعتقلين في الحرب الأخيرة والعودة الى الالتزام بمندرجات اتفاقية الهدنة بين لبنان وإسرائيل لعام 1949، والتضامن مع الجمهورية اللبنانية للحفاظ على امنها واستقرارها وسيادتها، ودعم جهودها في عودة النازحين السوريين الى بلادهم.
- نؤكد تضامننا الكامل مع الجمهورية اليمنية في حفاظها على سيادتها ووحدتها ودعم الجهود لتحقيق الاستقرار والامن ولإنهاء حالة الحرب والانقسام وايجاد الحلول عبر الحوار الداخلي وتوفير الظروف الملائمة لتحقيق السيادة والازدهار، ورفض جميع أشكال التدخل في شؤونه الداخلية.
- نؤكد على اهمية ايجاد حل سياسي لإيقاف الصراع في السودان بالشكل الذي يحفظ سيادته ووحدة اراضيه، وسلامة شعبه، والتأكيد على ضرورة السماح بالمرور الآمن للعاملين في المجال الانساني، وندعو الاطراف كافة الى الانخراط في مبادرات تسوية الازمة مثل مبادرة اعلان جدة وغيرها من المبادرات، كما نرحب بالبيان الصادر عن الهيئة الحكومية المعنية بالتنمية في افريقيا “إيغاد”، الذي نص على توحيد منابر حل الازمة في السودان، وتبني نهج منسق لعمل جماعي لوقف الحرب المستمرة منذ منتصف نيسان 2023، والوصول الى سلام شامل.
- نؤكد على دعمنا الكامل الى دولة ليبيا وحلَ الأزمة فيها عبر الحوار الوطني وبما يحفظ وحدة الدولة، ويحقق طموحات شعبها واستقرارها الدائم، ورفض جميع أشكال التدخل في شؤونه الداخلية. ونعرب عن دعمنا الكامل لسيادتها واستقلالها ووحدة أراضيها ووقف التدخل في شؤونها الداخلية، وخروج كافة القوات الأجنبية والمرتزقة من أراضيها في مدى زمني محدد، وندعو مجلس النواب الليبي والمجلس الأعلى الاستشاري للدولة بضرورة سرعة التوافق على اصدار القوانين الانتخابية التي تلبي مطالب الشعب الليبي لتحقيق الانتخابات البرلمانية والرئاسية المتزامنة وإنهاء الفترات الانتقالية. وندعو كافة الأطراف في ليبيا إلى مواصلة العملية السياسية وتحقيق المصالحة الوطنية بما يحفظ لدولة ليبيا مصالحها العليا ويحقق لشعبها تطلعاته للسلم والاستقرار والازدهار. ونُشيد بجهود دول جوار ليبيا وجامعة الدول العربية والأمم المتحدة والاتحاد الأفريقي لتقريب وجهات النظر بين الأطراف الليبية لضمان الوحدة الليبية والتوصل الى تسوية سياسية للأزمة في ليبيا.
- نؤكد دعمنا لجمهورية الصومال الفيدرالية ووحدة أراضيها وفي ارساء دعائم الأمن والاستقرار عبر مساهمة الدول العربية في تعزيز قدراتها وتمكينها من الاستجابة للتحديات التي تواجهها في المرحلة الراهنة، ودعم مسيرة التنمية المستدامة، وإدانة كافة الأنشطة والاعمال الإرهابية وإدانة محاولة اغتيال رئيس جمهورية الصومال فخامة حسن شيخ محمود في شهر اذار / مارس 2025.
- نؤكد سيادة دولة الإمارات العربية المتحدة على جزرها الثلاث (طنب الكبرى وطنب الصغرى، وأبو موسى)، وندعو الجمهورية الإسلامية الإيرانية إلى التجاوب مع مبادرة دولة الإمارات العربية المتحدة لإيجاد حل سلمي لهذه القضية من خلال المفاوضات المباشرة أو اللجوء إلى محكمة العدل الدولية، وفقا لقواعد القانون الدولي وميثاق الأمم المتحدة، بما يسهم في بناء الثقة وتعزيز الأمن والاستقرار في منطقة الخليج العربي.
- التأكيد على ضرورة إنشاء منطقة خالية من الأسلحة النووية وأسلحة الدمار الشامل في الشرق الأوسط وفقا للمرجعيات المتفق عليها، وعملاً بمقرر الجمعية العامة للأمم المتحدة 73/546 (المؤتمر المعني بأنشاء منطقة خالية من الاسلحة النووية وغيرها من اسلحة الدمار الشامل في الشرق الاوسط) ودعوة جميع الأطراف المعنية إلى الانضمام لمعاهدة عدم انتشار الأسلحة النووية التي تعد حجر الأساس للنظام الدولي لمنع انتشار هذه الأسلحة.
- نوكد على أن الأمن المائي يشكل ركيزة أساسية من ركائز الأمن القومي العربي، ونشدد في هذا السياق على أهمية دعم الجهود التي تبذلها كل من جمهورية العراق، وجمهورية مصر العربية، وجمهورية السودان، والجمهورية العربية السورية، لضمان حقوقها المائية المشروعة. كما نعبّر عن تضامننا مع هذه الدول في مساعيها الهادفة إلى التوصل إلى حلول عادلة ومتوازنة، عن طريق الحوار والتعاون البناء بما يحقق المصالح المشتركة ويحول دون التسبب بأي أضرار محتملة لحقوقها المائية.
- نشدد على أهمية استمرار تظافر الجهود من أجل تعزيز القدرات العربية الجماعية في مجال الاستجابة للتحديات التنموية الراهنة وفي مقدمتها الأمن الغذائي والصحي والطاقة ومواجهة التغيرات المناخية، وضرورة تطوير آليات التعاون لمأسسة العمل العربي في تلك المجالات.
- نؤكد موقفنا الثابت في أدانة جميع أشكال وانماط الارهاب والأفكار المرتبطة به، والاعمال والنشاطات الارهابية التي تقوم بها العصابات الإرهابية، لاسيما داعش والقاعدة، والجماعات والأفراد المرتبطة بهم، التي تُمثل الخطر الفاعل في المنطقة العربية بشكل عام. والتصدي للجريمة المنظمة، ومكافحة المخدرات والاتجار بالبشر ، وغسيل الأموال، ونشدد على أن استمرار وجود الإرهاب بجميع اشكاله وصوره، والتهديدات المرتبطة به، يمثل خطراً محدقاً للسلم المجتمعي، ويقوّض الأمن والاستقرار في المنطقة، مما يستوجب استجابة جماعية فعالة وشاملة في الجانبين العسكري والمدني لمواجهتها وتجفيف منابعه في إطار تعزيز التعاون العربي المشترك ومن خلال تنسيق الجهود العربية والإقليمية والدولية، ودعم وتعزيز قدرات أجهزة مكافحة الارهاب في الدول العربية
- نُرحب بجهود حكومة جمهورية العراق الشقيقة في مواجهة ومحاربة الوجود والتهديدات الارهابية، ونثمن عالياً التضحيات التي قدمها الشعب العراقي وجيشه واجهزته العسكرية والأمنية كافة. كما نشيد بقرار الحكومة العراقية بتأسيس (المركز الوطني لمكافحة الارهاب ومنع التطرف العنيف المفضي الى الارهاب) بوصفها خطوة بناءة لتطوير الآليات الوطنية. وندعو إلى تأسيس المراكز المشابهة وتعزيز التعاون الجماعي والثنائي بهذا الخصوص، وأهمية تبادل الخبرات ووضع الخطط المشتركة وتوحيد الجهود وبالتعاون مع مكتب الامم المتحدة لمكافحة الارهاب.
- ندعو إلى تفعيل الإجراءات الرادعة لمكافحة خطاب الكراهية والتطرف والتحريض، لما لها من تأثير سلبي على السلم المجتمعي واستدامة الامن والسلم الدوليين، وذلك وفقا للقرارات الصادرة من الجامعة العربية، ومجلس الأمن التابع للأمم المتحدة. كما ندعو كافة الدول إلى تعزيز قيم التسامح والتعايش السلمي والإخوة الإنسانية، ونبذ الكراهية والطائفية والتعصب والتمييز والتطرف بمختلف أشكاله، ومعالجة الاسباب لجذرية المؤدية الى الارهاب، ومنع التطرف العنيف، ومنع نشاطات التمويل بكافة أشكالها، والتحريض والتخطيط، والتجنيد، ومنع منح الملاذ الآمن للإرهابيين، ومنع تنقل الارهابيين الاجانب، وتضافر الجهود من أجل اخراجهم من المنطقة بشكل كامل وفوري.
- نرحب بإعلان حكومة جمهورية العراق، بوصفها الرئيس المشارك للمجموعة الدولية لدول أصدقاء ضحايا الارهاب، لاستضافة المؤتمر الدولي القادم لضحايا الارهاب في بغداد في 2026. ونؤكد على دعمنا الكامل لحقوق ضحايا الارهاب ولجهودهم في اعلاء اصواتهم، ولتقديم الدعم اللازم للتعافي ولبناء مستقبل أفضل.
- نؤكد على اهمية تعزيز الامن السيبراني في إطار العمل العربي المشترك، لحماية البنى التحتية الرقمية والبيانات، ومواجهة التهديدات السيبرانية عبر تطوير استراتيجيات عربية موحدة لضمان فضاء الكتروني امن يدعم التنمية الشاملة. وفي هذا السياق نقدم الشكر لمبادرة المملكة العربية السعودية في انشاء المجلس العربي للأمن السيبراني.
- نعرب عن تعازينا الخالصة بوفاة قداسة البابا فرنسيس خورخي ماريو في 21 نيسان (أبريل) 2025، مستذكرين جهود قداسته ودوره الانساني في تعزيز قيم السلام العالمي والحوار بين الاديان والعمل على وقف نزيف الحرب في غزة واعتبارها هزيمة للانسانية. ونتقدم بالوقت نفسه، بخالص التهنئة والترحيب الى الكاردينال روبرت فرنسيس بروفوست بمناسبة انتخابه رئيساً للكنيسة الكاثوليكية، ونتمنى اليه التوفيق والسداد لتعزيز قيم الاخوة الإنسانية من أجل السلام العالمي والتعايش المشترك.
- نؤكد على أن التوترات المتصاعدة على الساحة الدولية تسلط الضوء على تراجع الدبلوماسية مقابل استخدام القوة في تسوية الخلافات والنزاعات، والذي ينذر بخطر انعدام الحلول العادلة والمنصفة. ونؤكد على الحاجة الملحة لحلول مستدامة في المنطقة عبر الحوار والدبلوماسية وعبر جهود المساعي الحميدة، وبهذا الصدد نُعرب عن دعمنا لمحادثات الجمهورية الاسلامية الايرانية - والولايات المتحدة

الامريكية للتوصل الى نتائج إيجابية لاستخدام الطاقة النووية للأغراض السلمية وضمان عدم رفع مستويات تخصيب اليورانيوم لأكثر من الحاجة المطلوبة للأغراض السلمية، ونُثمن دور سلطنة عُمان الشقيقة في هذه المحادثات.
- نؤكد من جديد حرصنا على التعاون الوثيق مع منظمة الأمم المتحدة ووكالاتها المتخصصة، والالتزام بمبادئ ميثاق الأمم المتحدة والقانون الدولي للحفاظ على الأمن والسلم الدوليين، ودعم جهودها لمعالجة التحديات العالمية، بما فيها تحقيق الأهداف العالمية للتنمية المستدامة 2030، وتغير المناخ، وحماية البيئة، وحقوق الإنسان، والفقر، والأمن المائي والغذائي، والطاقة المتجددة، والاستخدام السلمي للطاقة النووية.

## حواشٍ
1. ↑  قمة بغداد

## روابط خارجية
- الموقع الرسمي